# Šmartno pri Litiji
Šmartno pri Litiji là một khu tự quản của Slovenia. Šmartno pri Litiji có diện tích 222,3 km², dân số là 1396 người (năm 2018).